# Helena Carreiras
Maria Helena Chaves Carreiras, comunemente nota come Helena Carreiras, (Portalegre, 26 settembre 1965) è una sociologa e politica portoghese, dal marzo 2022 Ministro della Difesa del Portogallo, prima donna a ricoprire questo incarico.

## Biografia
Helena Carreiras è nata nel settembre 1965 a Portalegre, in Portogallo,  e vissuto con i suoi genitori e due sorelle in un piccolo villaggio chiamato Alpalhão, vicino a Portalegre, dove i suoi genitori erano insegnanti di scuola elementare. Quando aveva sette anni, la famiglia si trasferì a Tomar nel distretto di Santarém. 
Si è laureata in sociologia nel 1987 presso l'ISCTE – Istituto Universitario di Lisbona, a Lisbona. Nonostante il suo successivo interesse per le questioni militari, ha detto di essere stata una pacifista mentre era all'università. Nel 1989 entra a far parte dell'ISCTE come assistente formativa, insegnando metodologie sociologiche. Nello stesso anno ha trascorso un mese negli Stati Uniti come ospite del Consiglio Atlantico. Nel 1994 ha conseguito un master presso l'ISCTE, con la tesi su Women-Soldiers or Soldiers-Women: A study on female participation in the Portuguese Armed Forces. Nel 1999 è stata visiting scholar presso il Dipartimento di Studi sulle Donne dell'Università della California, Berkeley. Ha studiato per un dottorato di ricerca in Scienze Sociali e Politiche presso l'Istituto Universitario Europeo, con sede a Fiesole, vicino a Firenze.  
Carreiras ha conseguito il dottorato di ricerca nel 2004 con una tesi sul tema delle politiche di integrazione di genere delle forze armate dei paesi della NATO.

## Vita privata
Ha incontrato quello che sarebbe diventato suo marito, Andrés Malamud, ora professore all'Università di Lisbona, durante il periodo trascorso a Fiesole. Hanno due figli, un maschio e una femmina.